# Mil Mi-24
Mil Mi-24 (Ruski: Ми-24, NATO naziv "Hind") je veliki jurišni helikopter, ali i manji transportni helikopter (može prevest do 8 vojnika). Prvotno je proizveden za sovjetsko ratno zrakoplovstvo (od 1976.), a danas je u sastavu ruske i tridesetak drugih nacionalnih vojski. Mi-24 je najrasprostranjeniji borbeni helikopter na svijetu.
NATO-va oznaka mu je Hind, a njegove inačice se označavaju s dodatnim slovima. Izvozne inačice, Mi-25 i Mi-35, označavaju se kao Hind D i Hind E u NATO-voj klasifikaciji. Sovjetski piloti nazivali su ga летающий танк ( Ljetajušćij Tank - leteći tenk), a često i krokodil zbog kamuflažnog obojenja.
Helikopter je bio u sastavu Hrvatskog ratnog zrakoplovstva do 2006. godine, kada su zbog skupog održavanja i nedostatka rezervnih dijelova, prizemljeni i otpisani te će biti prodani za rezervne dijelove u treće zemlje, iako je riječ o odličnom jurišnom helikopteru, koje je bilo relativno lako dovesti u uporabljivo stanje.

## Razvoj
Projekt na kojem se temelji nastanak Mi-24 nastao je iz zamisli sovjetskih vojnih stratega, odnosno njihove želji za stvaranjem letećeg borbenog vozila za pješaštvo, nakon što se početkom šezdesetih godina prošlog stoljeća uočila velika mogućnost primjene helikoptera u vojne svrhe. Mihail Leontjevič Mil krenuo je u smjeru razvoja helikopotera koji će pored mogućnosti prijevoza manje skupine vojnika, biti i u mogućnosti pružiti vatrenu potporu. 
Prototip helikoptera izrađen je u lipnju 1969. godine. Rabljeni su mnogi dijelovi s već isprobanog helikoptera Mi-8, ali i mornaričke inačice Mi-14, kako bi se dobilo na vremenu, ali i na nižoj cijeni razvoja cijelog projekta. Tako su preuzeti sustavi upravljanja i prijenosa snage, glavni i repni rotor, smještaj motora, te sam motor TV3-117 (s Mi-14), koji je bio jedan od najboljih motora za helikoptere u svijetu. 

## Dizajn
Trup je užeg presjeka i omogućava smještaj osam potpuno opremljenih vojnika u svojem stražnjem dijelu, te posadu u djelomično odvojenom prednjem dijelu. Postavljenjem oklopne zaštite za posadu i vitalne dijelove helikoptera, Mi-24 postao je neranjiv za sve vrste lakog pješačkog naoružanja. Teretni prostor, kao i pilotska kabina je pod tlakom, čija je prvenstvena namjena pri konstruiranju helikoptera bila zaštita posade i putnika helikoptera od utjecaja kemijskih i bioloških agenasa. Ulazak putnika, te pojedinog člana posade omogućen je kroz zasebna vrata, a teretni prostor ima četiri prozorska otvora na svakoj strani trupa, ponajprije namijenjenih za mogućnost otvaranja strojničke paljbe. 
Posada je u prvim inačicama (Mi-24A) bila smještena jedan pored drugog, u zajedničkoj kabini. U kasnijim inačicama, operater oružnih sustava sjedio je u prednjem dijelu kabine, pilot iza njega desno, a uz njih u kabini se nalazio i letač mehaničar. Operativnom uporabom Mi-24A dokazana je loša strana ove koncepcije, jer su oba člana posade, naročito pilot imali lošu vidljivost, a ravna stakla pilotske kabine uzrokovala su iritirajuće refleksije svjetla. Na svim kasnijim inačicama pilotska kabina pilota i kabina operatera oružanih sustava postavljene su u tandemu, jedan iza drugog, međusobno odvojene protupožarnim zidom, dok je letač mehaničar smješten iza sjedišta pilota u teretnom prostoru. Stakla kabine su dobila kapljičasti oblik, pri čemu su jedino prednja stakla izrađena kao ravne površine. Obje kabine opremljene su upravljačkim komandama.
Vizualno najvažnije obilježje ovog helikoptera su njegova krila koja pored funkcije nošenja naoružanja te podvjesnog tereta, sudjeluju i u stvaranju uzgona (kao i kod aviona), čime sudjeluju u rasterećenju rotora čak do 25%, dakako ovisno o režimu leta, ostavljajući time višak snage za postizanje većih brzina, ali i većeg doleta. 
Na repu helikoptera smješteni su nesimetrični okomiti stabilizator, repni rotor, te simetrični pomični vodoravni stabilizatori, koji se tijekom leta automatski pomiču radi bolje upravljivosti, ali i radi zadržavanja pogodnijeg kuta helikoptera tijekom leta na većim brzinama. 
Kotači stajnog trapa su radi pružanja manjeg otpora potpuno uvlačivi, osim nosnog kotača koji je poluuvlačeći. 

## Budućnost
Tijekom svoje dugogodišnje karijere Mi-24 se dokazao kao učinkovito oružje, što je potvrđeno u mnogim oružanim sukobima diljem svijeta. Međutim, bez suvremene opreme i naoružanja njegova iskoristivost na današnjoj bojišnici bitno je umanjena. Raspadom nekadašnjeg Istočnog bloka europske države koje su u svojem naoružanju već posjedovale Mi-24 suočile su se sa suvremenim zahtjevima koji se stavljaju pred korisnike Mi-24, što znači znatno povećanje ne samo borbenih mogućnosti, već i kompatibilnosti u djelovanju s vojskama u čijem se inventaru nalazi naoružanje temeljeno na zapadnoj tehnologiji.
Trenutačno najveća prepreka ovog helikoptera za zajedničko djelovanje unutar NATO-vih snaga, očituje se ponajprije u nekompatibilnoj navigacijskoj i komunikacijskoj opremi, te sustavu identifikacije (IFF), koju je nužno modernizirati radi ispunjavanja navedenih uvjeta. 
Znatnu ulogu u određivanju vrste modernizacije velikim dijelom imaju planovi dugogodišnjeg razvoja zračnih snaga, jer ako zemlje korisnice Mi-24 žele u bliskoj budućnosti prijeći na helikoptere zapadne proizvodnje, tada je primarni cilj modernizacije, opremiti Mi-24 sa sustavima i opremom koja će zahtijevati minimalne troškove kao i minimalno vrijeme potrebno za inače zahtjevnu transformaciju na zapadnu tehnologiju.
Danas je razvijena široka lepeza opreme koja se može ugraditi u Mi-24 u svrhu njegove modernizacije, od raznih proizvođača poput: ELBIT Systems (Izrael), IAI (Izrael), ATE (Južnoafrička Republika), SAGEM (Francuska), BAE System (Velika Britanija), AVIAKON (Ukrajina), te ruske tvrtke Rostvertol i Mil.

## Inačice
- V-24 (Hind) - prva inačica helikoptera, izrađeno ih je 12 komada.
- Mi-24 (Hind-A) - prva verzija koja je ušla u serijsku proizvodnju.
- Mi-24A (Hind-B)
- Mi-24U (Hind-C) - školski helikopter, bez naoružanja.
- Mi-24D (Hind-D) - najraširenija verzija
- Mi-24DU - školski helikopter s dvostrukim komandama
- Mi-24V (Hind-E)
- Mi-24P (Hind-F)
- Mi-24RKR (Hind-G1) - NBKO izvidnički model, izrađen za prikupljanje radijacijskih, bioloških i kemijskih uzoraka. Prvi put se mogao vidjeti za vrijeme Černobilske nesreće. Također je poznat kao Mi-24R, Mi-24RR and Mi-24RKh (Rch).
- Mi-24K (Hind-G2) : izvidničko - promatrački helikopter.
- Mi-24VM - nadograđeni Mi-24V s poboljšanom opremom za noćne operacije.
- Mi-24PM - nadograđeno Mi-24P koji koristi istu tehnologiju kao Mi-24VM.
- Mi-24PN
- Mi-24PS : policijska inačica.
- Mi-24E : inačica za istraživanje okoliša.
- Mi-25 - izvozna inačica Mi-24D.
- Mi-35 - izvozna inačica Mi-24V.
- Mi-24W : poljski naziv za Mi-24V.
- Mi-35P -  izvozna inačica Mi-24P.
- Mi-35U - školska nenaoružana verzija Mi-35.

- Mi-24 SuperHind Mk II - modernizirana zapadna inačica južnoafričke tvrtke ATE
- Mi-24 SuperHind Mk III/IV - široka nadogranja izvornog Mi-24

## Tehničke karakteristike (8 vojnika (ili 4 ranjenika))
Osnovne karakteristike
- posada: 2-3
- dužina: 17,5 m
- raspon krila: 6,5 m
- promjer rotora: 17,3  m (3,908 m repni rotor)
- visina: 6,5 m

Letne karakteristike
- najveća brzina: 335 km/h
- dolet: 450 km (1.000 km s dopunskim spremnicima)
- najveća visina leta: 4.500 (lebdenje na 2.200 m)
- motor: 2xturbo-osovinska motora

## Vanjske poveznice
|  | Zajednički poslužitelj ima stranicu o temi Mil Mi-24    |
|  | Zajednički poslužitelj ima još gradiva o temi Mil Mi-24 |